# Góra Krajoznawców
Góra Krajoznawców – najwyższy punkt (248 m n.p.m.) województwa zachodniopomorskiego, położony na Pojezierzu Bytowskim, w powiecie szczecineckim, w gminie Biały Bór, pomiędzy wsiami Błogowo, Bagniewko, Kosobudy i Kołtki. Pomiary lidarowe z kwietnia 2014 roku wskazują na nieco mniejszą wysokość wzniesienia – 244,7 m n.p.m.